# Bielefeld
Bielefeld város Észak-Rajna-Vesztfália tartományban, Németországban. A név eredete: bileveld, vagyis dombos föld. Bielefeld a körülbelül 330 000 lakosával (2014) az Ostwestfalen-Lippe régió legnépesebb települése.

## Fekvése
A B 68-as út mellett, Teutoburgi erdő északi lejtőjén fekvő település.

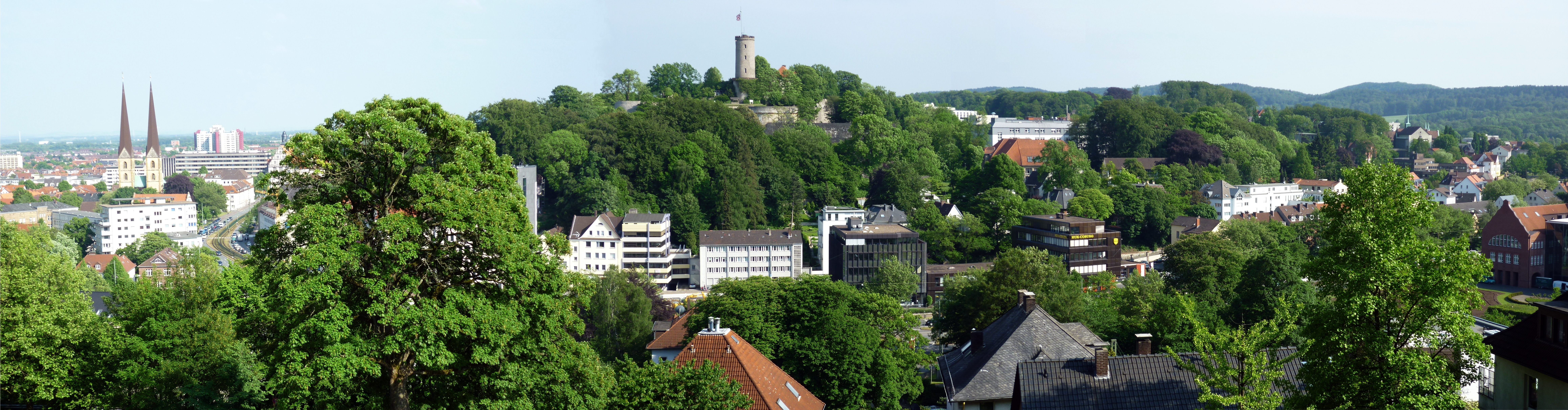

## Történelem
Bielefeldet 1214-ben alapították, azért, hogy legyen egy védőállomás a teutoburgi erdőnél. A város a 13. századig alárendelt hanza-város volt. Ravensberget (Bielefelddel együtt) Berg örökölte 1346-ban. Aztán a Brandenburgi Törvényhatósághoz került. Bielefeldet Minden-Ravensberggel együtt tartották számon 1719–1807 között.
A városban a 19. század közepén több malom nyílt.
1904 és 1930 között Bielefeld jelentősen fejlődött, ugyanis megépült a vasútállomás, és a színház.
1938-ban a városi zsinagógát felgyújtották. A második világháború idején a vasúti viaduktot megtámadták, majd 1945 áprilisában a várost amerikai katonák szállták meg.

## Természeti értékek
A Teutoburgi erdő északi lejtőjén fekvő Biefeld városát a Sennestadt nevű városrésznél érjük el, melyet 1973-ban csatoltok a városhoz. Sennestadtot természetvédelmi területek veszik körül, 9 km-rel délkeletre pedig nagy vadaskert (Grosswild-safari) látható.
- Dornbergerstrassei skanzen (Bauernhaus-Freilichtmuseum)
- Botanikuskert
- Polgár-park (Bürgerpark)

## Ipar
A városban jelenleg élelmiszeripar, háztartásikészülék-gyártás, informatikával kapcsolatos ipar és nehézipar van.
Bielefeld volt az AG Dürkoppwerke cég székhelye, mely 1867-ben alakult meg, és eleinte készülék-javítással foglalkozott. Egy idő múltán már varrógép- és kerékpárgyártással, gázzal és kerozinnal működő motorok készítésével is foglalkoztak. A gyár 1892-re már 1665 embert foglalkoztatott. 1944-ben lebombázták, s bár a háború után újra működött, már nem volt olyan sikeres, mint korábban, végül 1990-ben bezárt.
Bielefeldben alakult meg az élelmiszergyártással foglalkozó Dr. Oetker cég.

## Oktatás
A bielefeldi egyetemet 1969-ben alapították.

## Galéria

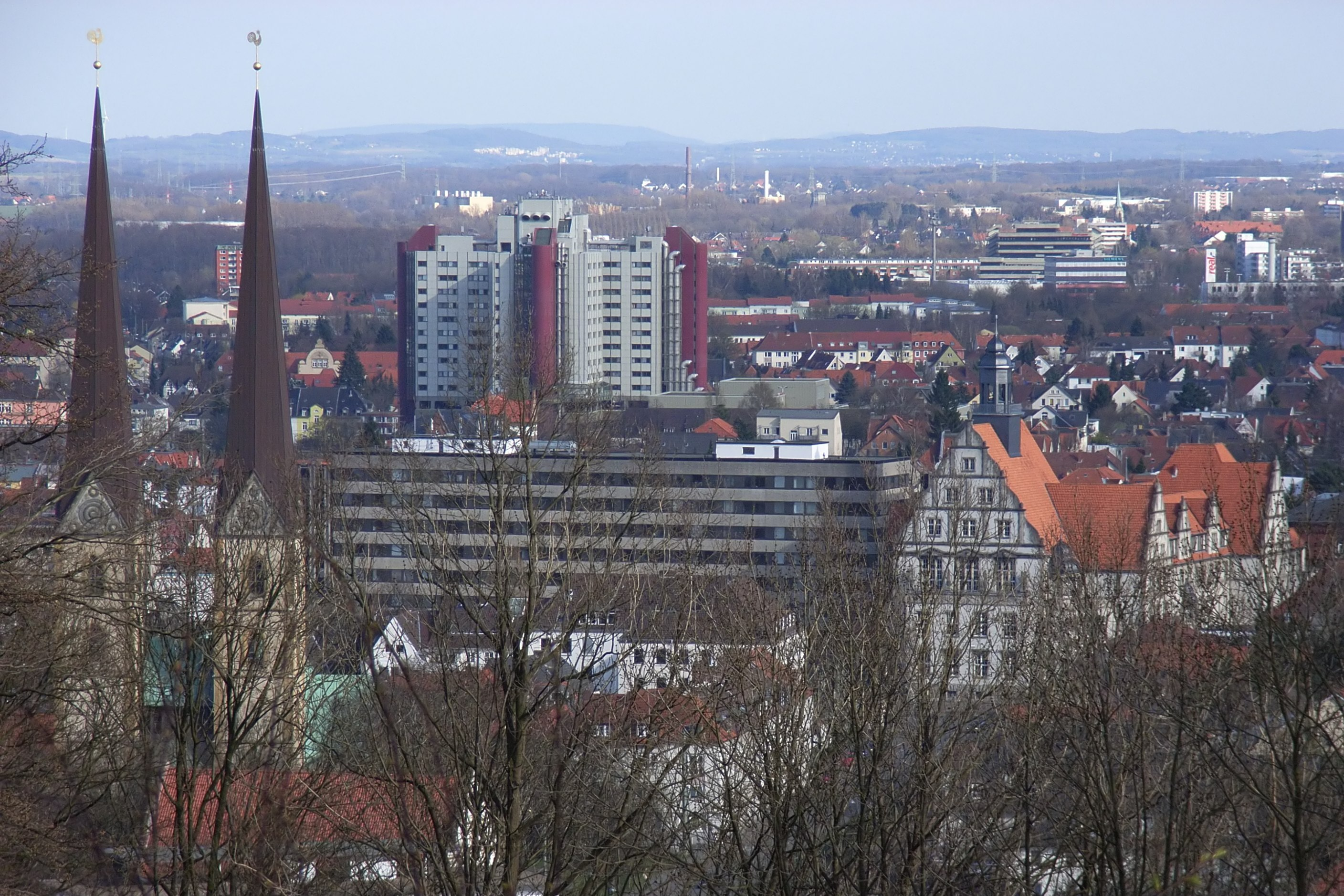
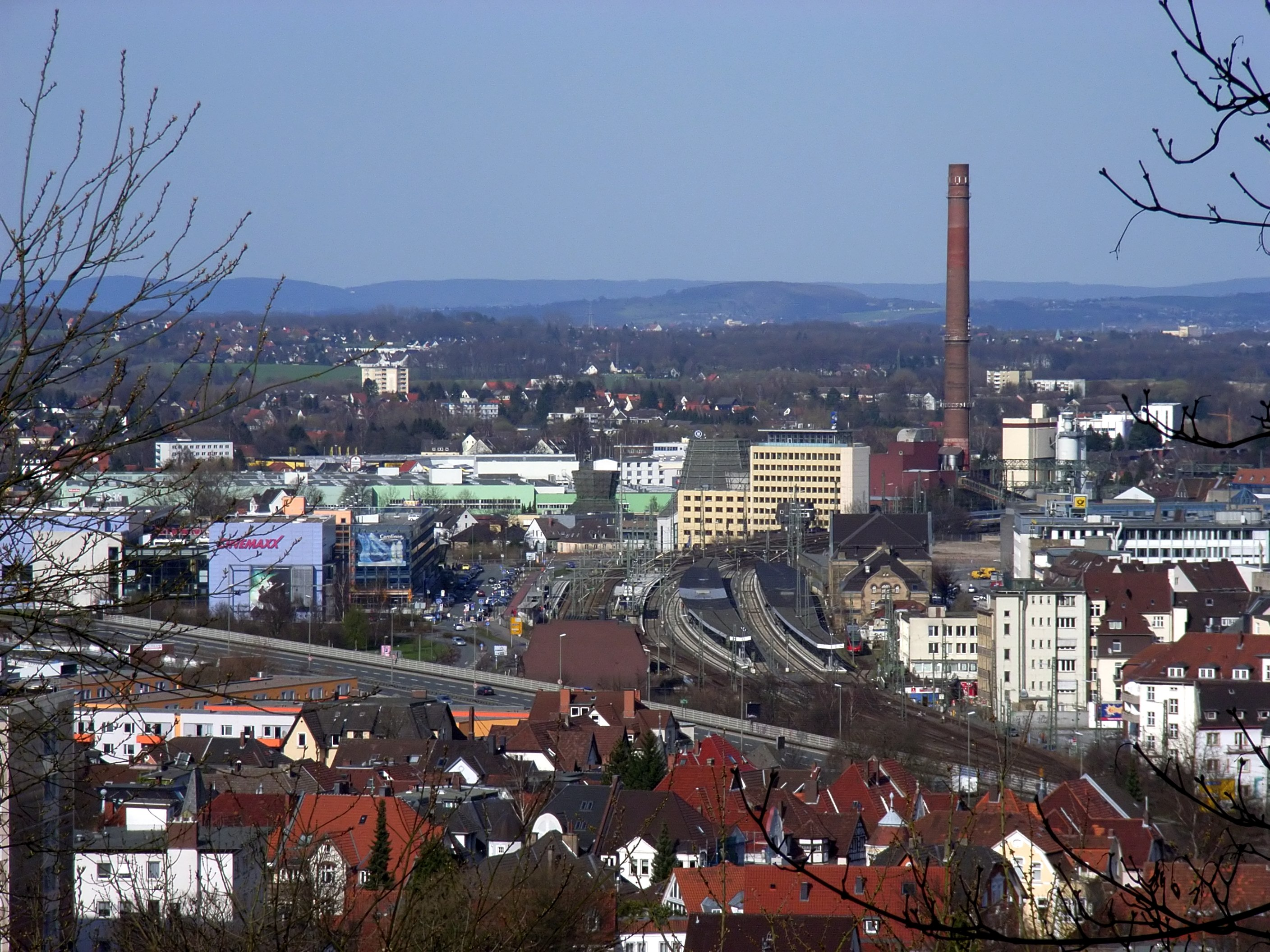
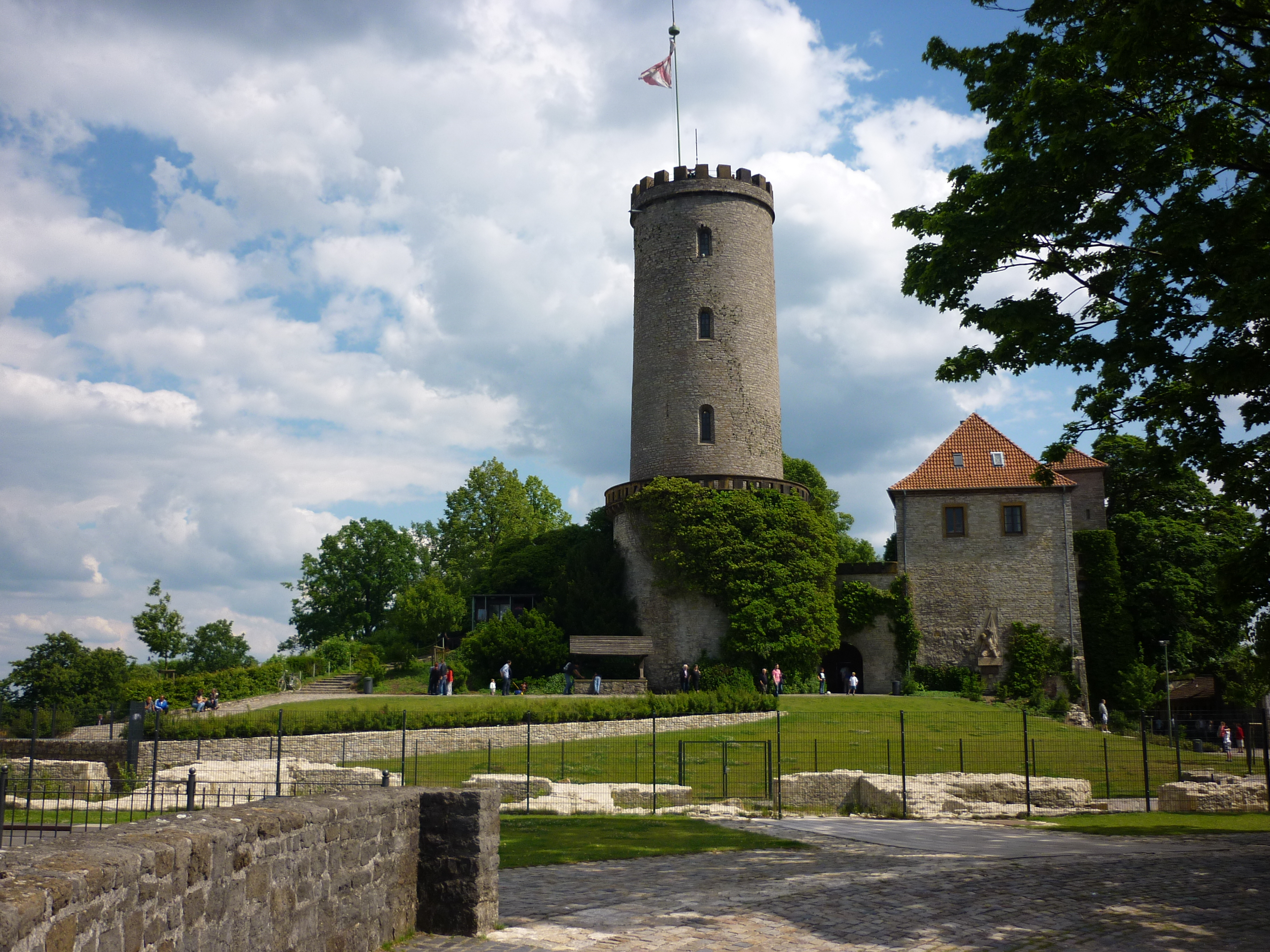
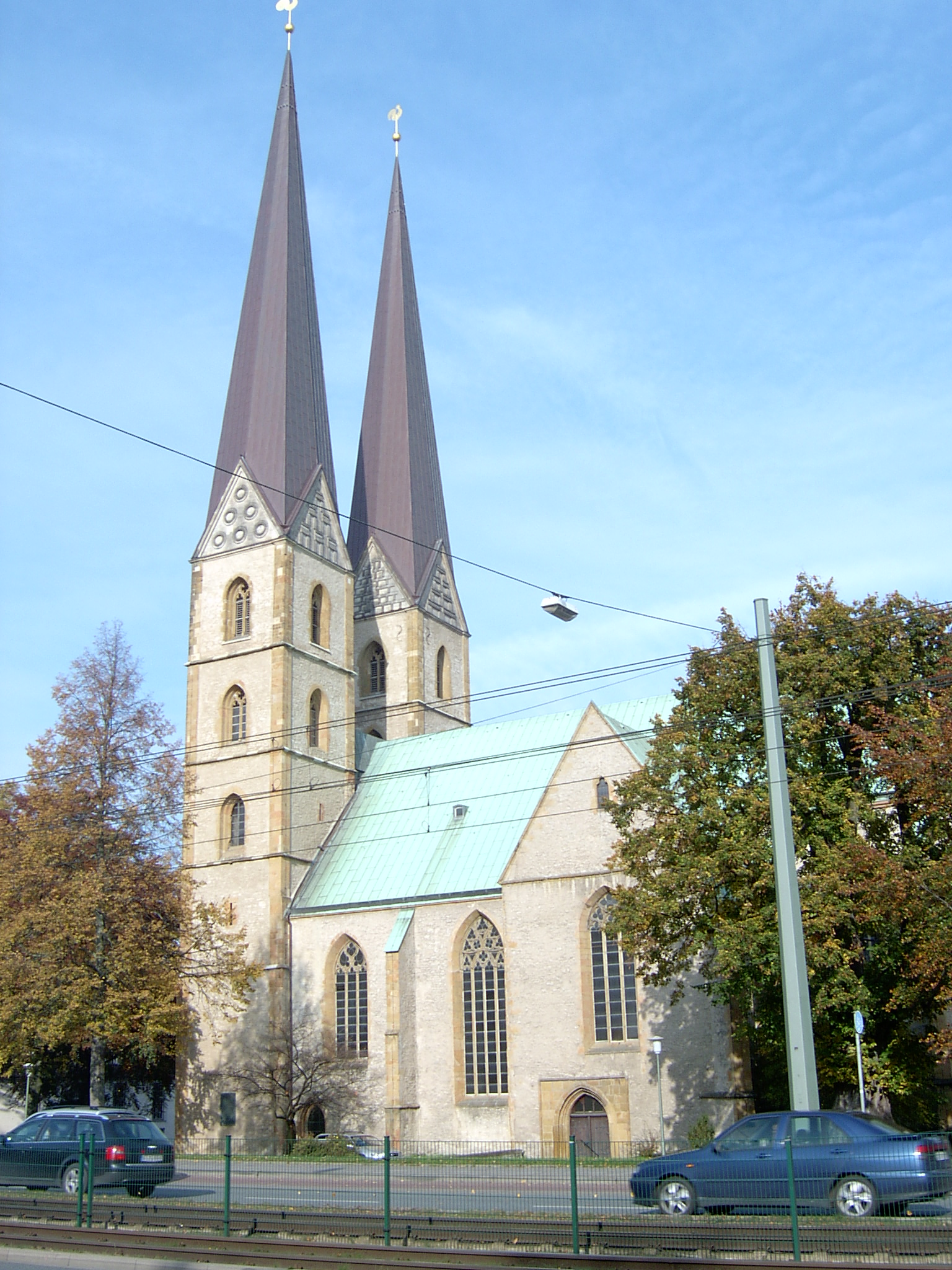
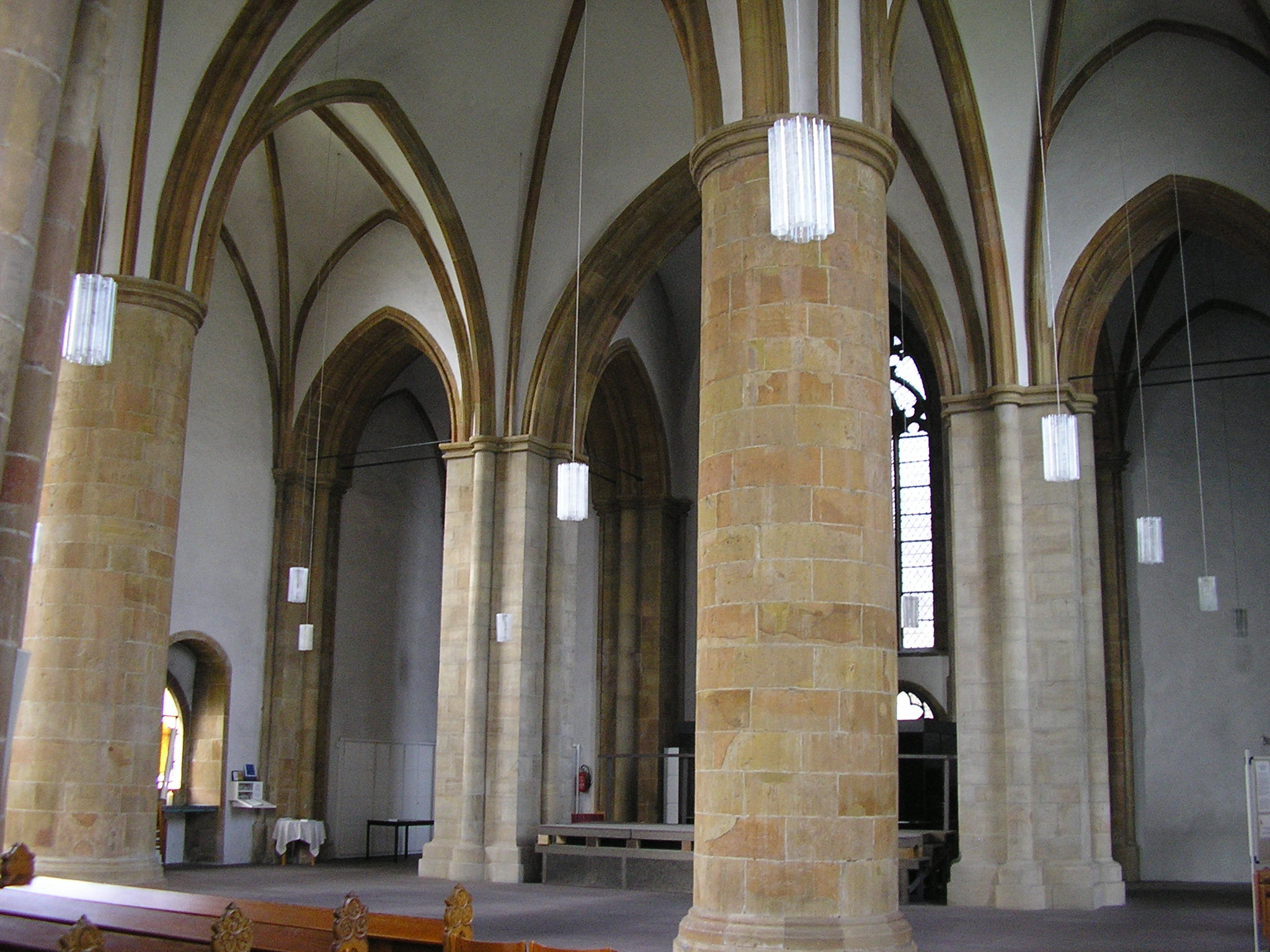
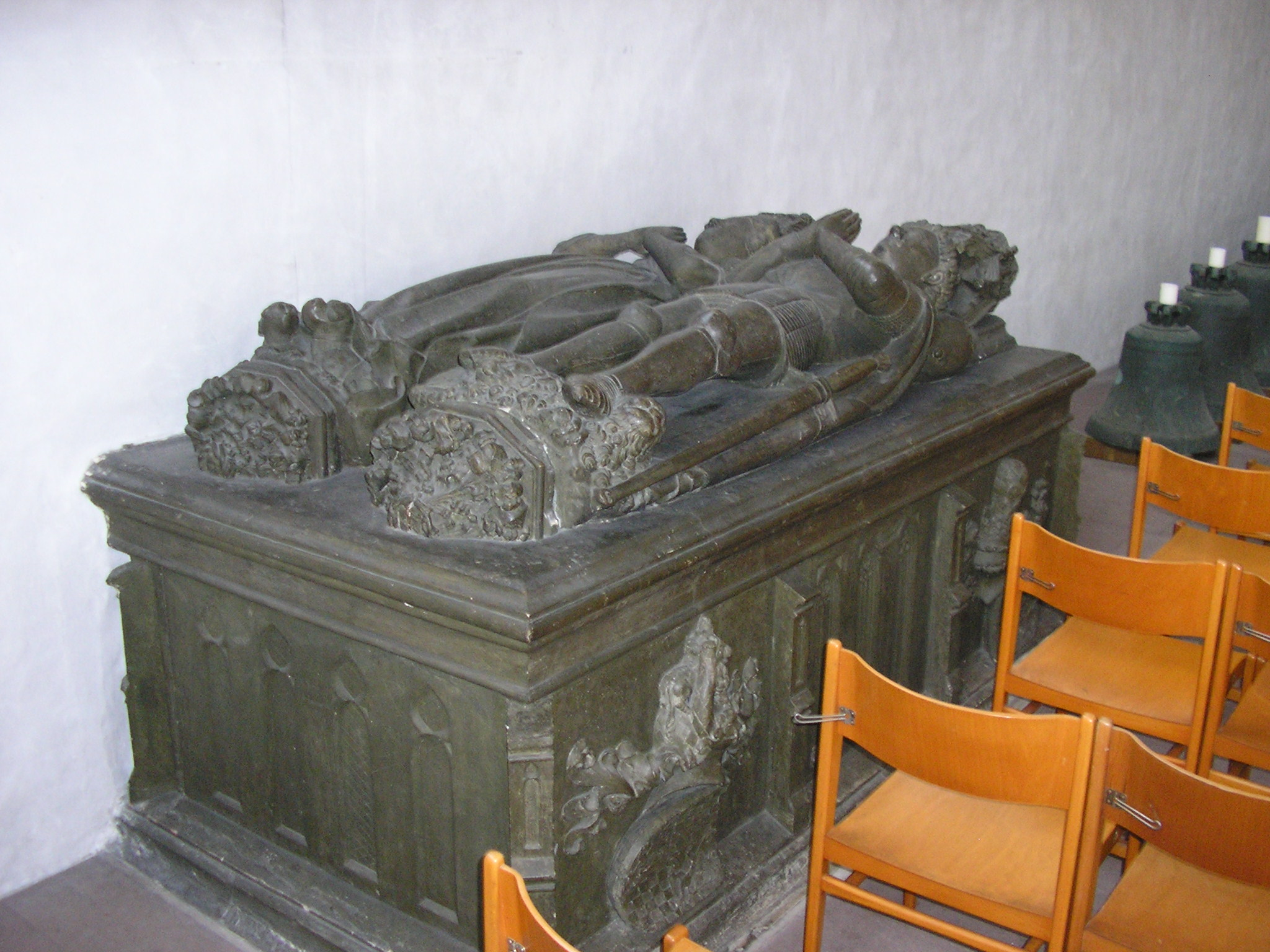
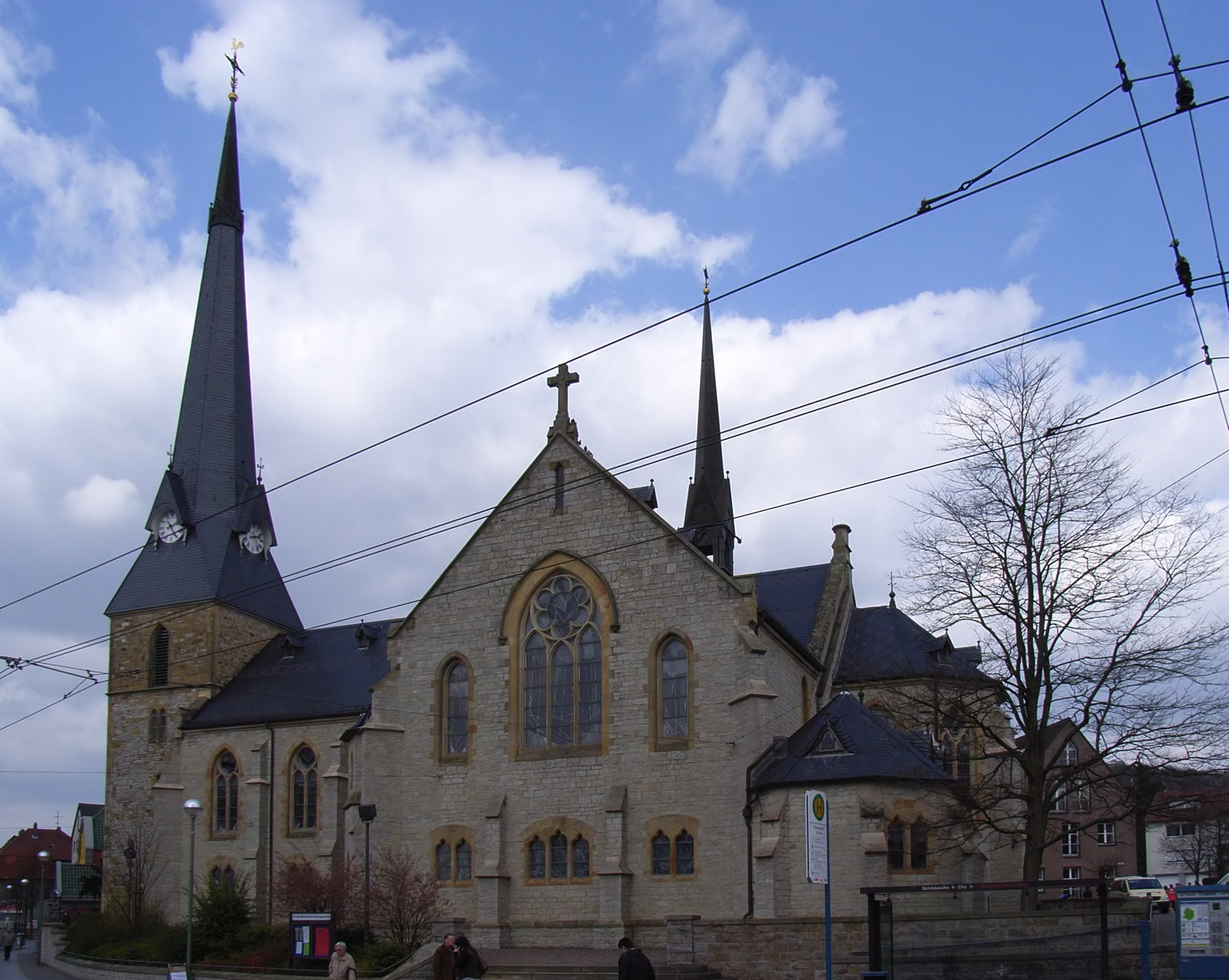

Bielefeld kerületei

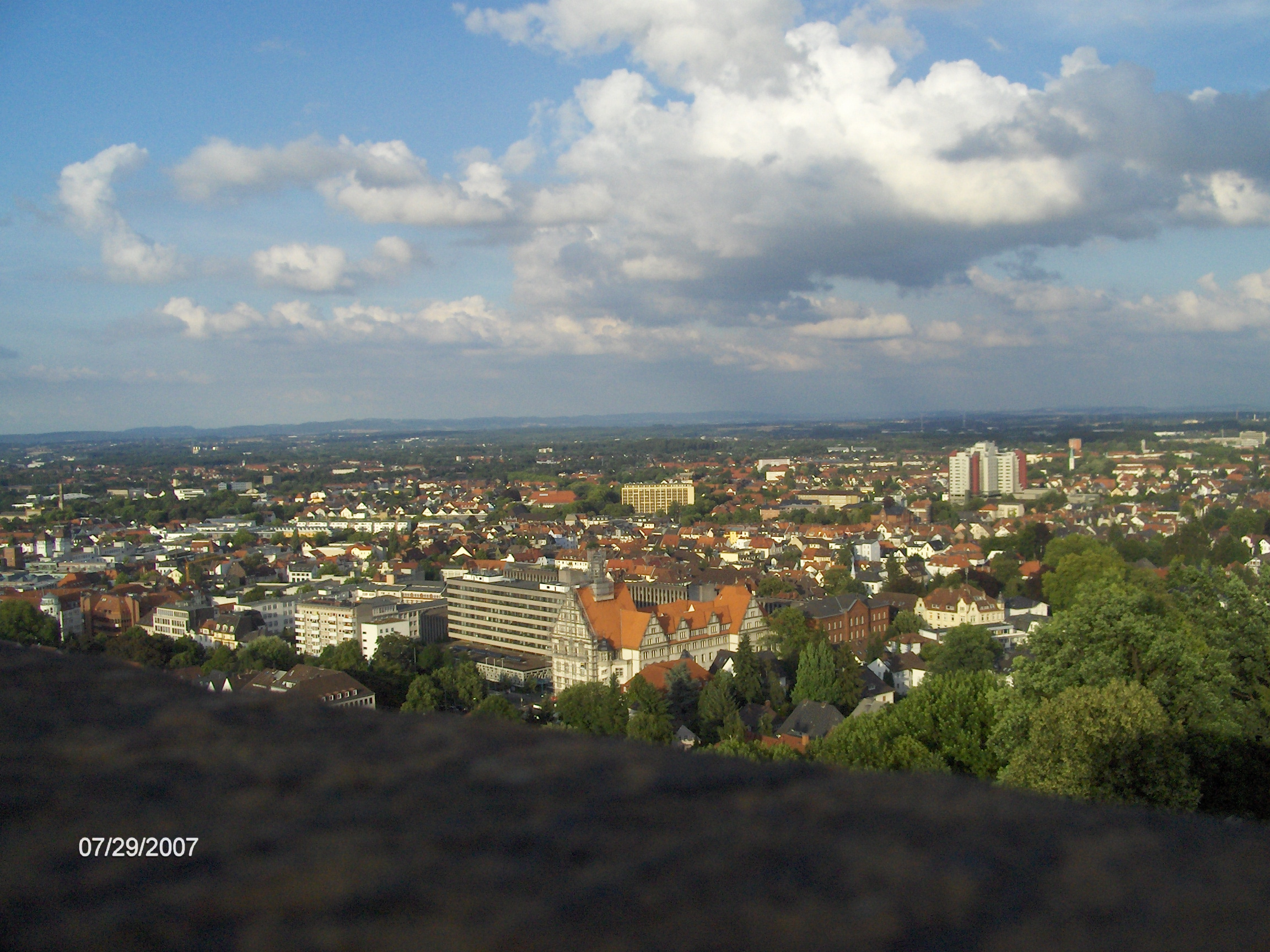
Biefeld látképe

## Kerületek
Bielefeld kerületei: Bielefeld-Mitte, Brackwede, Dornberg, Gadderbaum, Heepen, Jöllenbeck, Schildesche, Senne, Sennestadt, Stieghorst és Hillegossen

## Közlekedés
Bielefelden átmegy két autópálya, az A2-es és a 33-as Bielefeld délkeleti részénél érinti a várost.
Az Ostwestfalendamm expressz a város két részét köti össze, amiket eredetileg a Teutoburg-erdő választott el.
A bilefeldi vasútállomáson állnak meg a szupersebességű német ICE vonatok.
A városnak egy repülőtere van, a Senne kerületben, de a közelben van két nagyobb is, Paderborn-Lippstadtban és Münster-Osnabrückben.
Bielefeld 31,9 km-nyi villamospályával rendelkezik. 62 megállóból 7-et a föld alá építettek.

## Látnivalók
Bielefeld leghíresebb látnivalója a Sparrenburg vár. Az épületet 1240 és 1250 között építették, majd 1550-ben megerősítették.
A régi városházát 1904-ben építették, még mindig ellát különböző funkciókat.
A színházat is 1904-ben építették, de tartalmaz gótikus és reneszánsz elemeket is.
A régi templomot (Altstädter Nicolaikirche) gótikus stílusban építették, 1236-ban. Magassága 81,5 méter.
A legnagyobb templomot (Neustädter Marienkirche) 1293-ban kezdték építeni, a jelenlegi alakját 1512-ben nyerte el. Ez 78 méter magas, és 52 méteres a leghosszabb oldala.

## Testvérvárosok
- Franciaország Concarneau
- Egyesült Királyság Enniskillen
- Izrael Naharija
- Egyesült Királyság Rochdale
- Lengyelország Rzeszów
- Oroszország Velikij Novgorod

## Fordítás
Ez a szócikk részben vagy egészben  a   Bielefeld című angol Wikipédia-szócikk fordításán alapul.  Az eredeti cikk szerkesztőit annak laptörténete sorolja fel. Ez a jelzés csupán a megfogalmazás eredetét és a szerzői jogokat jelzi, nem szolgál a cikkben szereplő információk forrásmegjelöléseként.